# Io, Franco
Io, Franco (titolo originale Autobiografía del general Franco) è un romanzo di Manuel Vázquez Montalbán del 1992. 
Nel 1994 con quest'opera l'autore vinse il Premio Internazionale di Letteratura Ennio Flaiano per la narrativa.
Il giornalista Eduardo Haro Tecglen ha definito il libro come un "monumento all'antifranchismo"

## Trama
Il romanzo costituisce una finzione di autobiografia scritta dal generale Francisco Franco che si confronta con un oppositore al suo regime.

## Edizioni
- Manuel Vázquez Montalbán, Io, Franco, traduzione di Hado Lyria, Milano: Frassinelli, 1993
- Manuel Vázquez Montalbán, Io, Franco, cura e postfazione di Hado Lyria, Milano: Frassinelli, 2004
- Manuel Vázquez Montalbán, Io, Franco, traduzione e nota di Hado Lyria, Palermo: Sellerio, 2016

traduzioni
- (FR)  Moi, Franco, trad. Bernard Cohen) 1994
- (NL)  Autobiografie van generaal Franco 1995[3]
- (PT)  Autobiografia do general Franco, trad. Ricardo de Azevedo, 1996